# Spiniphryne gladisfenae
Spiniphryne gladisfenae är en fiskart som först beskrevs av Charles William Beebe 1932.  Spiniphryne gladisfenae ingår i släktet Spiniphryne och familjen Oneirodidae. Inga underarter finns listade i Catalogue of Life.